# Enric Rebollo
Enric Rebollo (Badalona, 1974) es un dibujante de cómic español.

## Biografía
Estudió Bellas Artes. Compagina su vocación con el trabajo de ilustrador en publicidad.
Ha pasado por revistas como Nuevo Vale, El Víbora y Kiss Comix, así como páginas web de humor. En 2013 adaptó al cómic al protagonista de las películas de Torrente con el álbum Torrente y el Descubrimiento de América.

## Estilos
Sus historias contienen un humor políticamente incorrecto, tildado de "fascista" y "racista". Critica los tabúes sobre las razas y naciones, desde los negros y gitanos hasta los charnegos -él es uno, su familia viene de Córdoba. Para él "racismo habrá siempre que haya razas". Se define como español antifascista y critica los nacionalismos periféricos (Cataluña, País Vasco, etc.).
Otra constante de sus cómics es el retrato de la violencia, muy gráfica. También gusta del sexo implícito, ya que no le gusta retratarlo sin más.

## Obra
- R-Boy (Dude Comics)
- Pajas mentales
- Pitiflor (Dude Comics).
- Fian
- Judge Dredd: Zero Tolerance, junto a Ángel Unzueta
- Arsesino: de Terrorista a rey de España (guion de Hernán Migoya)
- Torrente y el Descubrimiento de América
- Torrente y el Cid
- Los Caminantes: Orígenes